# Peter Mackie
Peter Mackie (Glasgow, 17 januari 1958) is een Schots voormalig voetballer. 

## Carrière
Mackie begon zijn carrière als voetballer bij Celtic. Op 3 augustus 1976 werd hij vanuit de jeugdafdeling van de club overgeheveld naar de eerste selectie. Zijn eerste wedstrijd speelde hij in de wedstrijd tegen Stirling Albion op 26 oktober 1977 in de strijd om de Scottish League Cup. Zijn laatste wedstrijd was een 2-0 uitnederlaag tegen St. Mirren op 11 mei 1979. De club verkocht hem voor £35,000 aan Dundee FC.
Hij speelde van 1979 en 1984 151 wedstrijden voor Dundee, Mackie speelde ook voor St. Mirren (1984-86) en Partick Thistle (1986-87).

## Erelijst met Celtic FC
- Scottish Premier Division (1×) 1978-79